# Propul (Levallois)
Propul is een historisch merk van motorfietsen.
De bedrijfsnaam was: Motorcycles Propul, 7 Rue Gravel, Levallois-Perret.
De motorfietsen van dit Franse merk waren ook bekend als Propul-Cycle. Er werden van 1923 tot 1926 motorfietsen geproduceerd.
Er waren veel modellen: In 1923 betrof het een 93cc-model met riemaandrijving, maar later volgde er meer mogelijkheden: Type Sport met 125- en 175cc-kopklepmotor, Type Tourisme met 125- en 175cc-kopklepmotor en met 123-cctweetaktmotor. Bovendien konden de modellen naar keuze met riemaandrijving of kettingaandrijving geleverd worden.
- Er was nog een merk met de naam Propul, zie Propul (Keulen).